# Underwood & Underwood
Underwood & Underwood è stata un’azienda statunitense che produceva e vendeva stereoscopi ed immagini stereoscopiche a livello internazionale, fondata nel 1882 ad Ottawa, Kansas, dai fratelli Elmer Underwood (Fulton County, Illinois, 1859 - Saint Petersburg, Florida, 1947) e Bert Elias Underwood (Oxford, Illinois,1862 - Tucson, Arizona, 1943).
Negli anni venti del Novecento, cessò la produzione di stereoscopie e vendette i negativi alla Keystone View Company. Qualche anno dopo, i fratelli Underwood andarono in pensione e l'azienda cambiò il nome in Underwood & Underwood New Photos, Inc., diventando leader nel settore delle fotografie di cronaca.

## Storia

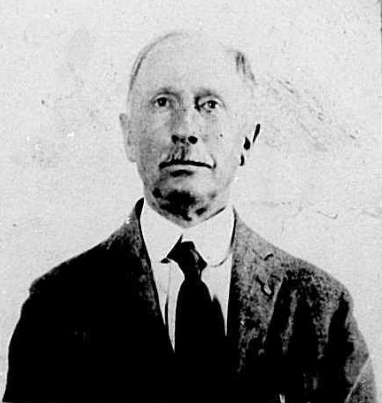
Bert Elias Underwood nel 1921

Prima di iniziare con la produzione, l'azienda si occupava principalmente di distribuire e vendere stereoscopi ed immagini stereoscopiche. Dei due fratelli, Bert Underwood operava già nel settore delle vendite porta a porta per la Dr. Hall's Health at Home ed era conosciuto come "il ragazzo capace di vendere un libro a chiunque", quando entrò per la prima volta nel mercato delle stereoscopie. Entusiasta della scoperta, tentò di coinvolgere anche il fratello Elmer, il quale dapprima oppose alcune resistenze per poi convincersi ad entrare in affari con lui nel 1882.
La Underwood & Underwood crebbe in fretta e in un anno i fratelli avevano assunto numerosi venditori, estendendo la zona di vendita dal Kansas al Missouri. Nella primavera del 1884 Bert Underwood si occupava delle vendite nell'Iowa occidentale, nel Nebraska, nel Dakota e nel Minnesota, mentre Elmer Underwood copriva il resto dell'Iowa, dell'Illinois ed il Wisconsin. Nell'inverno dello stesso anno, l'azienda arrivò a coprire anche tutta l'area del Kentucky, Tennessee, Arkansas e Louisiana. Nel 1885 Elmer Underwood si estese verso la Pennsylvania e le zone orientali e meridionali del paese, mentre Bert Underwood iniziava a commerciare nella West Coast e un altro gruppo di venditori dell'azienda si occupava dell'area che va da San Diego (California) nello Stretto di Puget (Washington).
Nel 1887 aprirono un nuovo ufficio a Baltimora, nel Maryland, grazie al quale riuscirono a coprire la zona ad est del Mississippi e nel 1888 aprirono un ufficio anche a Toronto, in Canada.
Nel 1890, l'azienda decise di estendere la propria attività commerciale anche oltre oceano, aprendo una filiale a Liverpool, nel Regno Unito. Nel 1891, per rispondere al meglio alla domanda proveniente dal Vecchio Continente, dove l'azienda aveva risvegliato l'interesse per le stereoscopie, la Underwood & Underwood decise di trasferire l'ufficio da Baltimora a New York e poi di spostare le operazioni da Liverpool a Londra nel 1894, in modo da sfruttare le migliori possibilità commerciali offerte da queste due città.
Sempre nel 1894, l'azienda vendeva le sue stereoscopie, sia all'ingrosso che al dettaglio, in Europa, in Australia, Nuova Zelanda, Sudafrica, India, Giappone, Cuba, Messico e in quasi tutti i paesi del Sud America. Inoltre, spedì nel Regno Unito tre milioni di stereoscopie, rivendendole al dettaglio per due dollari a dozzina; 160.000 di queste furono vendute per un dollaro ciascuna.
I fornitori di stereoscopie dell'azienda erano Charles Bierstadt (Solingen, Germania 1819 - Niagara Falls, New York, 1903), J.F. Jarvis (Melksham, Regno Unito, 1849 - Washington, 1931) e la Littleton View Company, di Littleton, New Hampshire, a cui si aggiunse nel 1887 Messrs. Strohmeyer & Wyman di New York.
Nel 1891, Bert Underwood seguì delle lezioni di fotografia in Francia e gradualmente l'azienda iniziò a pubblicare le sue stereoscopie originali come supplemento per la già ben avviata attività commerciale. Le stereoscopie di viaggio in Italia, Grecia, Terra santa ed Egitto furono infatti sviluppate tutte dai negativi di Bert Underwood.
Nel 1901 l'azienda aveva ultimato il design del logo e pubblicò più di 25.000 stereoscopie al giorno, vendendone circa 300.000 nell'arco dell'anno.

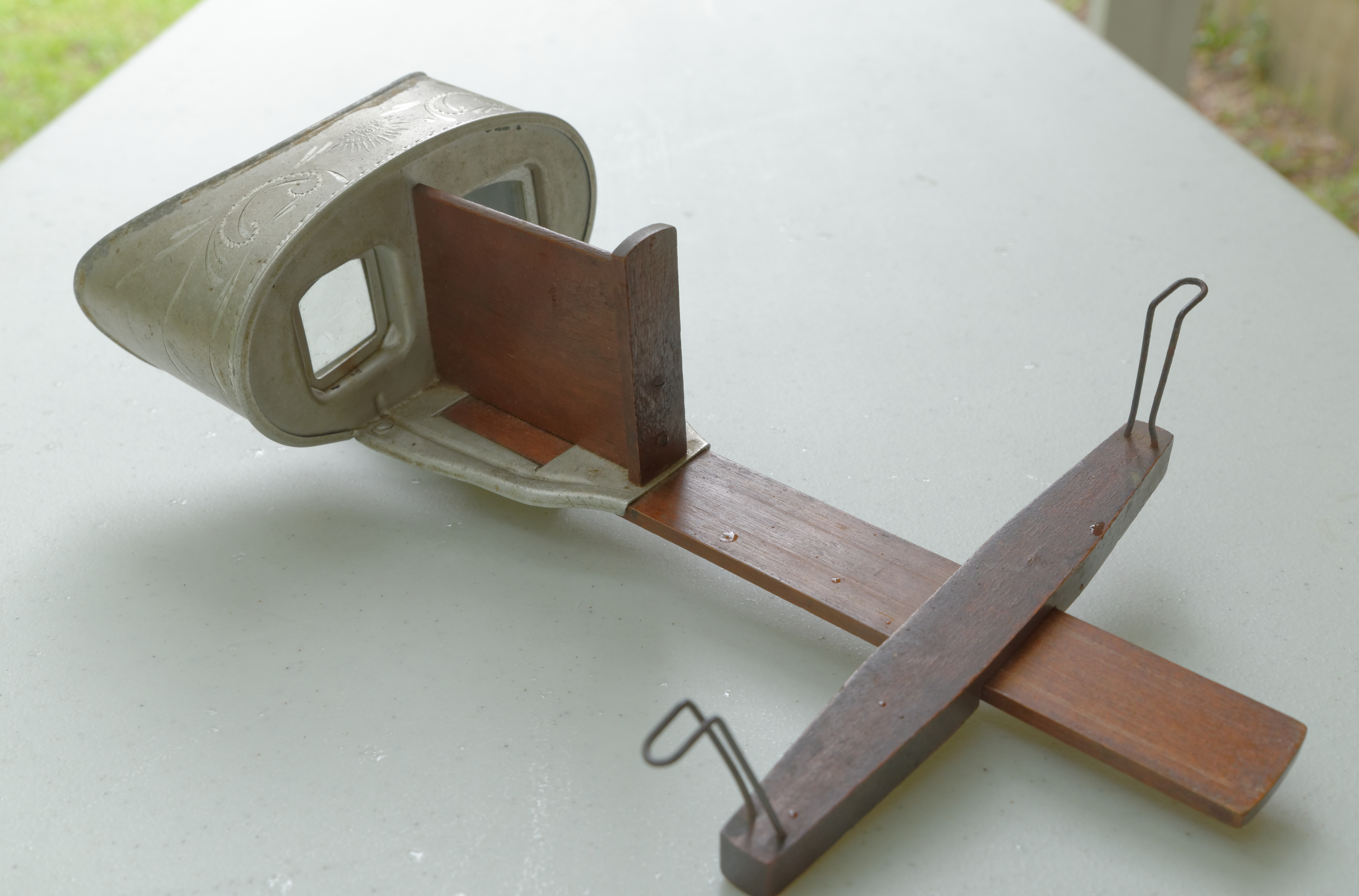
Stereoscopio Underwood & Underwood con logo

Gli stereoscopi erano forniti dalla fabbrica di Westwood, nel New Jersey, fondata nel 1890 e diretta da Henry E. Richmond, nativo di Bennington, nel Vermont. Lontana meno di 25 km dal centro di Manhattan e con circa trenta impiegati, la fabbrica si occupava di smerigliare le lenti, intagliare il legno e di stampare e dar forma alle parti in alluminio, i cui bordi venivano rilegati con il velluto. I manufatti destinati alla Underwood & Underwood recavano stampate le parole Sun Sculpture in cima al visore, circondate dal marchio del sole nascente. La Underwood & Underwood acquistò la fabbrica nel 1901 mantenendo Richmond come manager sino al 1914. Acquistarono anche la fabbrica Strohmeyer & Wyman ad Arlington, New Jersey, a meno di 13 km da Manhattan, la quale produceva sia stereoscopi che stereoscopie.
Alla fine del secolo l'azienda introdusse il Travel System, che riscosse una popolarità tale da portare alla chiusura le aziende di vendita minori, le quali non riuscirono più a competere con la Underwood & Underwood e vendettero all'azienda i loro negativi, permettendole di crescere ulteriormente.
Nel 1910 avevano a disposizione per la vendita 300 Travel System e diversificarono la loro produzione includendo anche le fotografie di cronaca, settore che crebbe parallelamente al declino nella vendita delle stereoscopie che si verificò negli anni successivi. Dal 1912 l'azienda iniziò a produrre sempre meno negativi, con un ultimo slancio di attività nella produzione nel primo biennio della Grande guerra (1914-1916).
Nel 1920 la produzione delle vedute stereoscopiche cessò e la Underwood & Underwood vendette tutti i suoi negativi alla Keystone View Company, la quale continuò a produrre set di stereoscopie ispirandosi ai Travel System ma concentrandosi soprattutto sulla vendita nel settore scolastico.
I fratelli Underwood si ritirarono nel 1925 e nel 1931 la compagnia fu riorganizzata in quattro settori indipendenti. La Underwood & Underwood Studios con sedi a New York, Chicago e Detroit si occupava di fotografie per la pubblicità, la Underwood & Underwood Portraits, Inc. con sedi a New York, Filadelfia e Cleveland, la Underwood & Underwood con sedi a Washington e Chicago che si occupava di fotografie per privati ed eventi con predominanza politica ed infine la Underwood & Underwood News Photos, inc., con sede a New York che si occupava di fotografie di cronaca. Quest'ultima organizzazione era guidata dal figlio di Bert Underwood, E. Roy Underwood, e perdurò sino al 1978, anno in cui il suo archivio di negativi storici fu venduto a George R. Rinhart, proprietario delle Hastings and Rinhart Galleries Ltd.

## La tecnica di vendita
Buona parte del successo dell'azienda è dovuto a un magistrale utilizzo della tecnica di vendita porta-a-porta, introdotta nel commercio delle stereoscopie da Ben Kilburn nel 1879 e perfezionato dai fratelli Underwood nel penultimo decennio del XIX secolo.
Diversi fattori contribuirono al consolidarsi di questa tecnica quale punto di forza dell'intera azienda. Il tasso demografico in crescita nell'Ovest permise alla Underwood & Underwood di espandere il proprio mercato in zone prima di allora prese in scarsa considerazione, per le quali il metodo di vendita porta-a-porta si prestava come il più adatto soprattutto per raggiungere gli insediamenti rurali altrimenti di difficile accesso. Inoltre la competizione in quei luoghi era debole, sia perché i fotografi regionali avevano abbandonato il formato stereoscopico, sia perché i distributori su larga scala si concentravano principalmente sulle zone orientali. La Underwood & Underwood ebbe l'occasione di definire bene il proprio metodo di vendita e di far crescere il proprio capitale in quelle zone, in modo da poter affrontare il lucrativo ed internazionale mercato orientale.
L'azienda iniziò a distribuire tra i suoi dipendenti un Manuale d'istruzione per le vendite che fu soggetto a numerose revisioni nel corso degli anni. Nel 1904, una versione fu redatta da E.R. Ross, il manager europeo degli uffici londinesi dell'azienda, contenente anche delle interviste a Hilton DeWitt Girdwood (Ontario, 1878 - Michigan, 1964), tra i più proficui venditori dell'azienda, e numerose lettere scritte da diversi addetti alle vendite che descrivevano le aree in cui avevano lavorato e i tipi di clienti incontrati.
In generale, il metodo di vendita Underwood si divideva in due fasi, la vendita e la consegna. Le istruzioni per la prima erano di procedere porta-a-porta e di non mancare neppure un'abitazione, portando con sé lo stereoscopio e una piccola collezione di stereoscopie da mostrare al potenziale cliente. Nel manuale si consigliava al venditore di comportarsi come un gentiluomo, di non svelare subito il prodotto e di operare con una sottile insistenza chiedendo al possibile acquirente solo pochi minuti del suo tempo. Una volta accolti in casa, l'obiettivo del venditore era quello di assicurarsi l'ordine per uno stereoscopio e per un indeterminato numero di stereoscopie. Al cliente veniva permesso di provare il prodotto, mentre le istruzioni per il venditore erano quelle di elogiare la qualità e la definizione dello stereoscopio e qualora l'acquirente ne possedesse già uno, evidenziare come queste stesse qualità fossero riscontrabili anche nelle stereoscopie. Gli addetti alle vendite avevano inoltre il compito di enfatizzare l'economicità del prodotto, senza però mai ridurne troppo il prezzo in modo da non ridurne di conseguenza anche il valore. Un'altra tattica suggerita nel manuale era quella di menzionare i nomi di persone influenti del luogo e probabilmente conosciute dal potenziale cliente, in modo da spingerlo all'acquisto. La seconda fase iniziava approssimativamente dopo due settimane. I venditori consegnavano i loro ordini all'ufficio per i rifornimenti dell'azienda più vicino e ricevevano i prodotti tramite corriere espresso. Alla consegna, l'addetto alle vendite portava con sé un quantitativo di stereoscopie maggiore di quello richiesto in modo da procacciarsi un'ulteriore occasione di vendita, cercando di convincere il cliente ad acquistarne delle altre.
I dipendenti dell'azienda che si occupavano della vendita porta-a-porta erano in maggioranza studenti universitari o del college. Molti di loro lavoravano durante il trimestre estivo e spesso riuscivano a guadagnare abbastanza da poter coprire il costo delle tasse dell'anno accademico successivo.

## Travel System

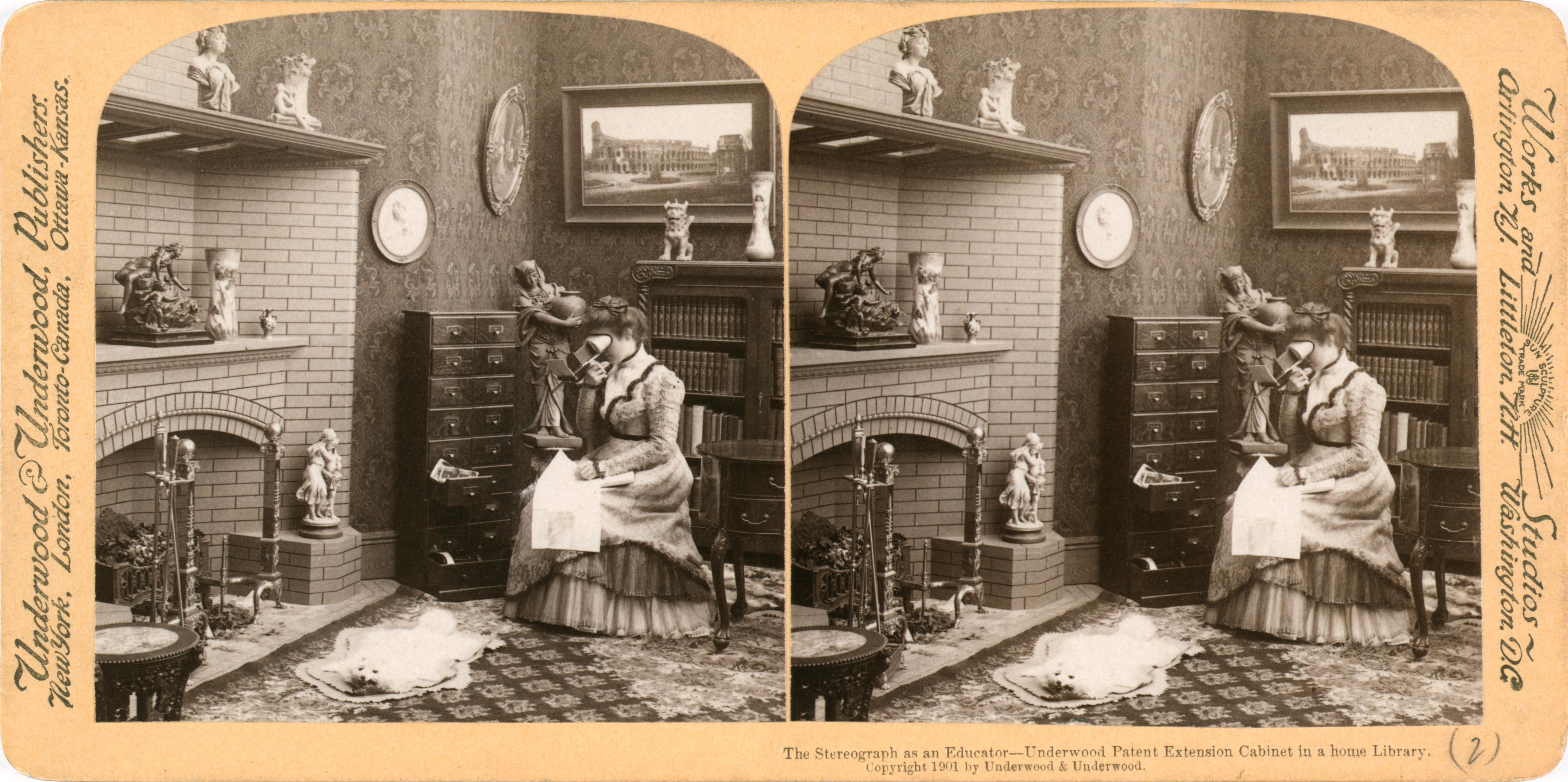
Titolo originale: "The stereograph as an educator - Underwood patent extension cabinet in a home library."

Introdotto sul mercato nel 1897, il Travel System era un cofanetto contenente un set di stereoscopie rappresentanti specifici aspetti di un determinato luogo, accompagnate da mappe, descrizioni e libri scritti da esperti del settore. Il set permetteva all'utente di effettuare un viaggio virtuale imitando gli itinerari di una reale visita guidata.
Il progetto dell'azienda iniziò nell'inverno del 1895 e portò alla pubblicazione dei primi due Travel System nel 1897, The land of the Pharaohs Through the Perfecscope e Journeys in the Holyland Through the Perfecscope. Il termine perfecscope fu coniato dall'azienda, che lo utilizzò come sinonimo dello stereoscopio almeno fino al 1900, probabilmente per sottolineare la qualità delle sue immagini.
Il viaggio stereoscopico era già diffuso negli anni cinquanta del XIX secolo, grazie ad aziende produttrici come la London Stereoscopic Company e la Negretti & Zambra. La Underwood & Underwood, con l'introduzione del Travel System, ne permise però un salto qualitativo. La prima differenza sostanziale si riscontra nella sistematicità con cui venivano fotografati i luoghi, non più seguendo un ordine cumulativo ma predefinito. La relazione tra il testo e l'immagine non è più di tipo illustrativo e pertanto non si limita a fornire indicazioni di ordine architettonico, etnografico e storico, ma intende connettere, localizzare e descrivere le diverse stereoscopie. L'obiettivo principale perseguito dall'azienda era permettere all'osservatore di ottenere l'esperienza di trovarsi in quel luogo, pertanto le strategie narrative e il registro linguistico di viaggio utilizzati nelle guide, risultavano fondamentali per costruire una relazione tra il testo e l'immagine atta a creare un perfetto sostituto del viaggio reale.

### Il valore educativo
(Hugh Black)
Nei primi anni del Novecento, le stereoscopie iniziarono ad acquisire tra i consumatori un elevato valore educativo. La Underwood & Underwood non si lasciò scappare l'occasione per inserire i suoi viaggi stereoscopici all'interno del discorso culturale, sino alla pubblicazione nel 1909 di un trattato dal titolo The Stereograph and the Stereoscope. What They Mean for Individual Development, What They Promise for the Spread of Civilization. Dal 1905 l'azienda iniziò a pubblicare set contenenti un numero di stereoscopie ridotto, talvolta recanti nel titolo la dicitura Travel Lessons, all'interno dei quali venivano inserite le vedute scattate per stereo tour più lunghi. A essi si affiancava la possibilità offerta alle scuole di creare i propri set, selezionando le stereoscopie dal subject catalogue proposto dall'azienda.

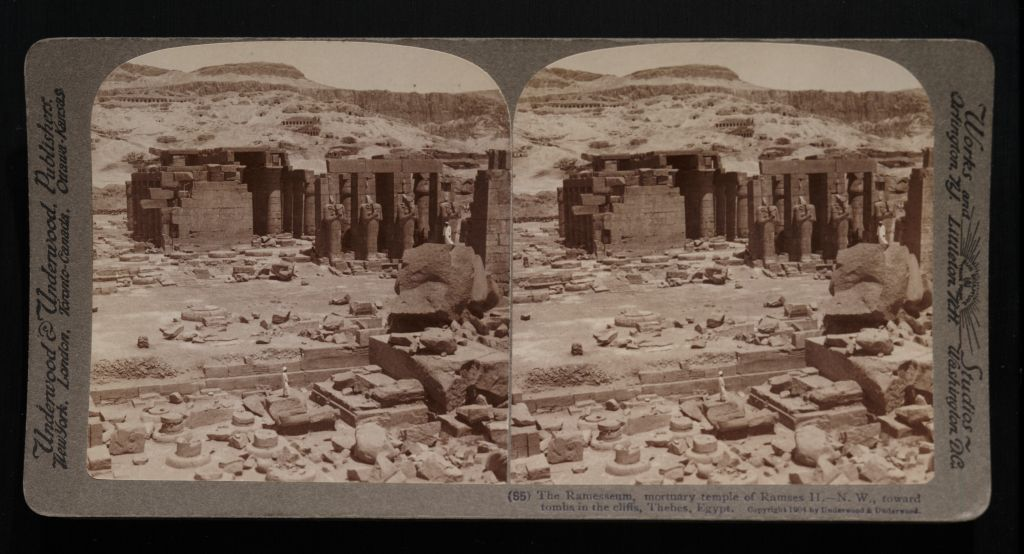
Tomba di Ramses II, Tebe, Egitto - Underwood & Underwood (1904)
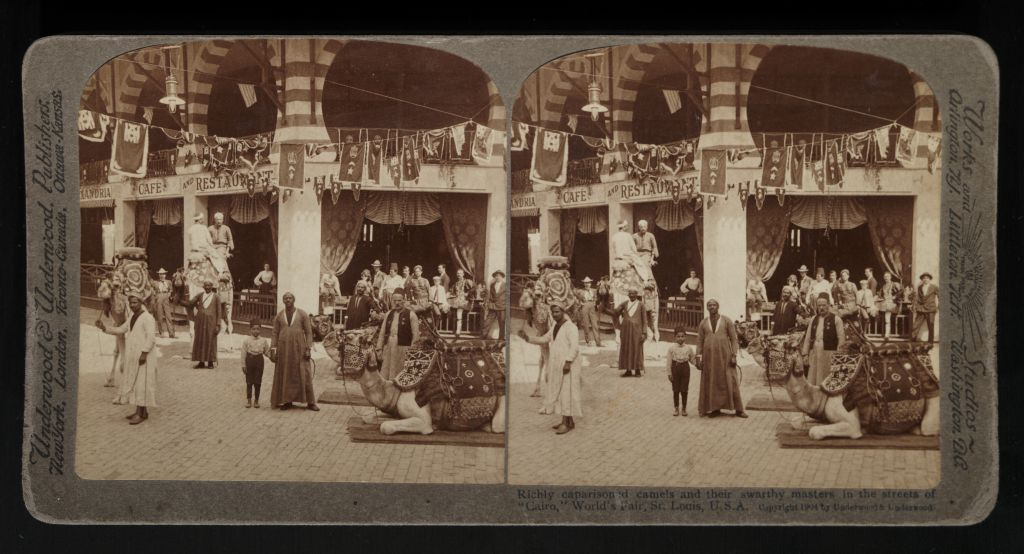
Cammelli bardati con i loro proprietari nelle strade del Cairo - Underwood & Underwood (1904)
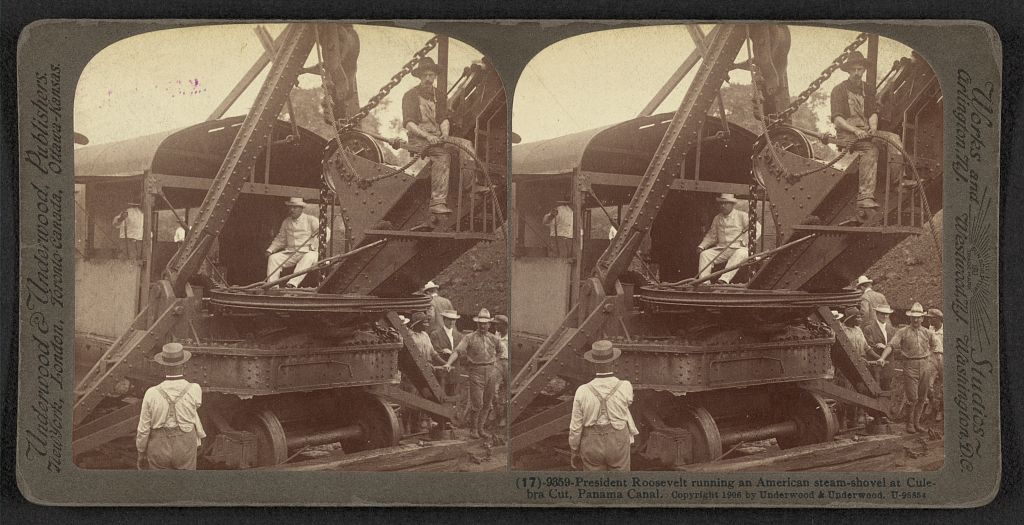
Il Presidente Roosevelt alla gestione di una pala a vapore - Underwood & Underwood (1906)
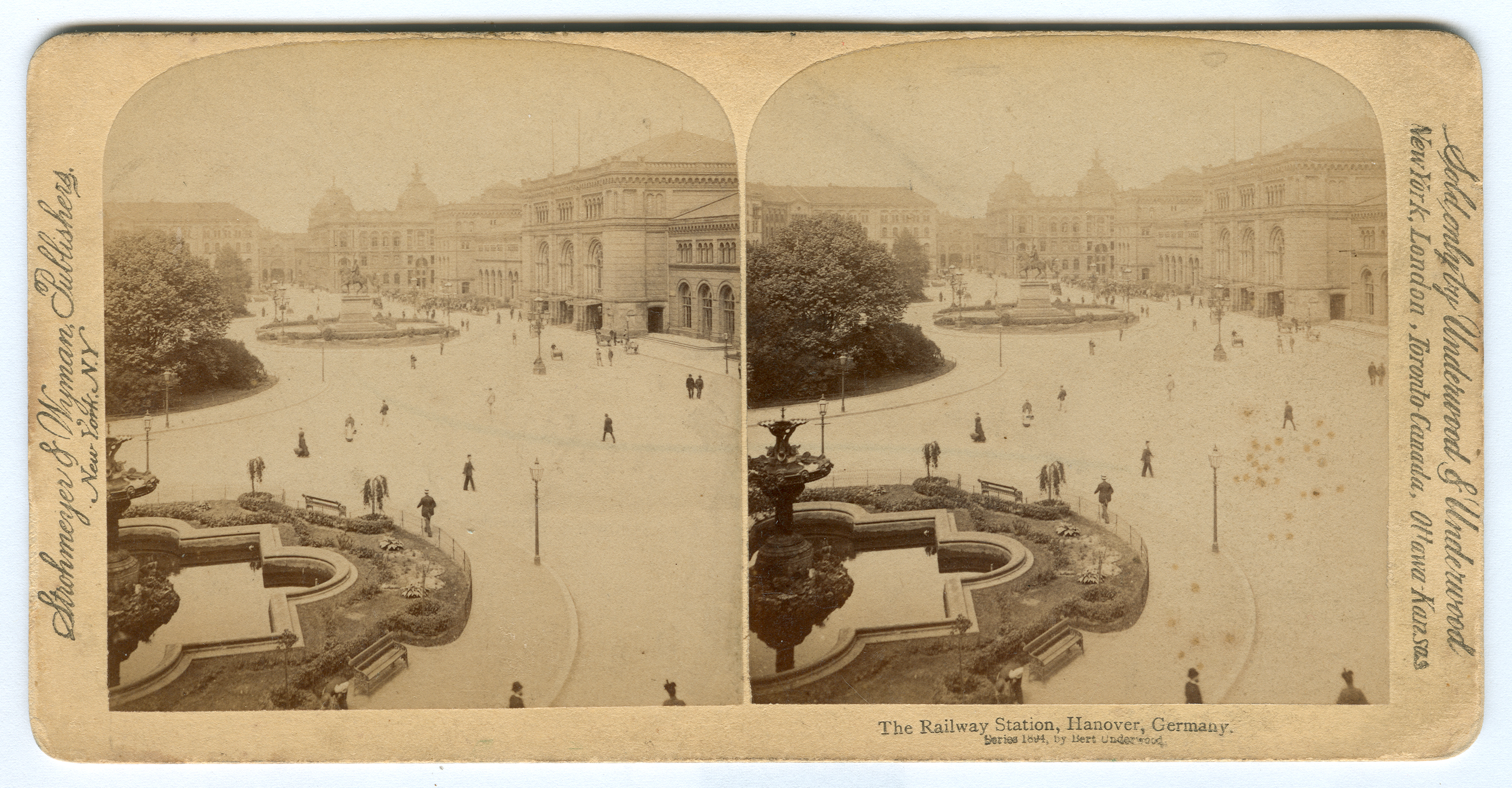
La stazione dei treni di Hannover, Germania - Underwood & Underwood (1894)
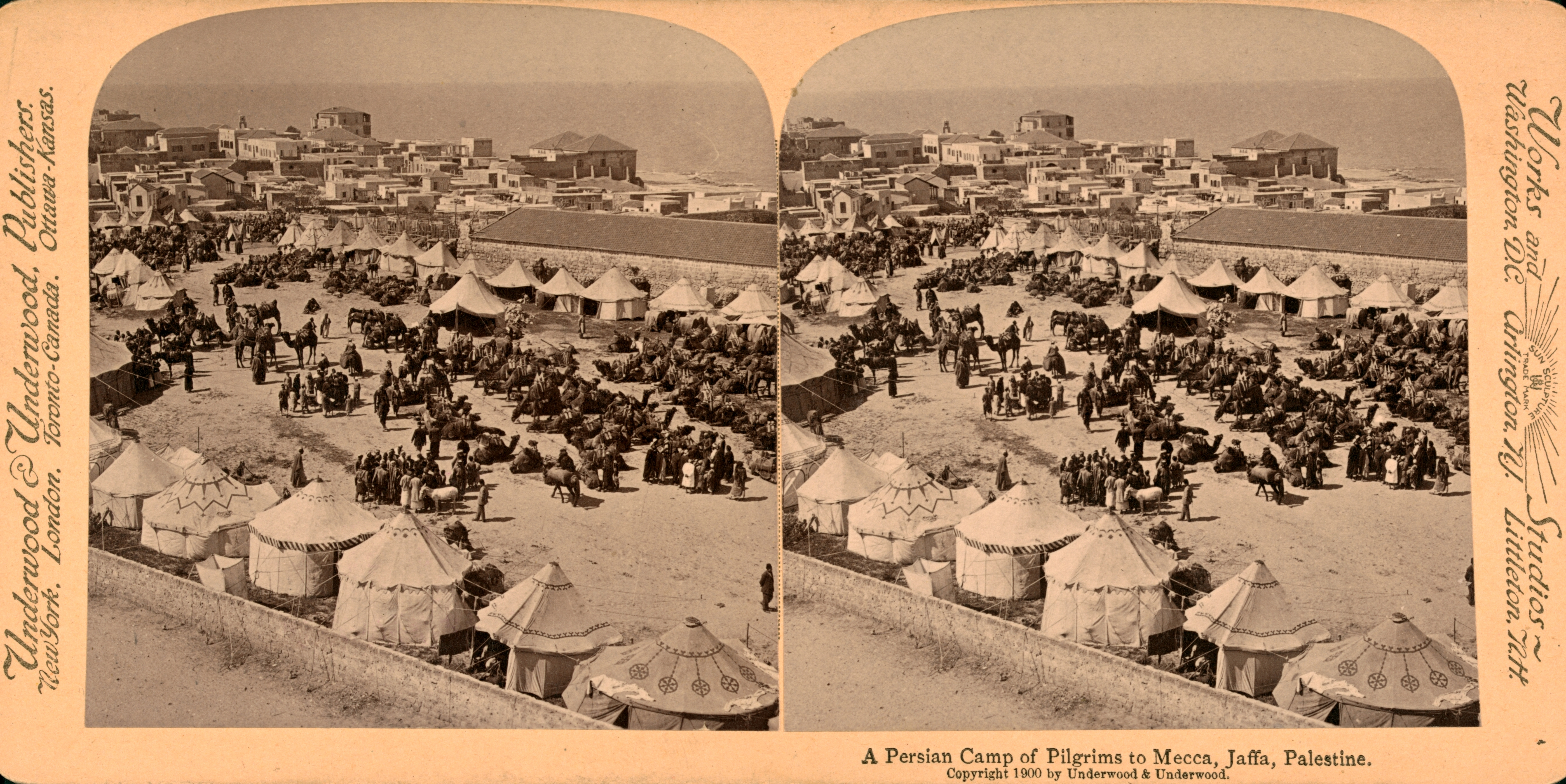
Gruppo in pellegrinaggio verso La Mecca, Jaffa, Palestine - Underwood & Underwood (1900)
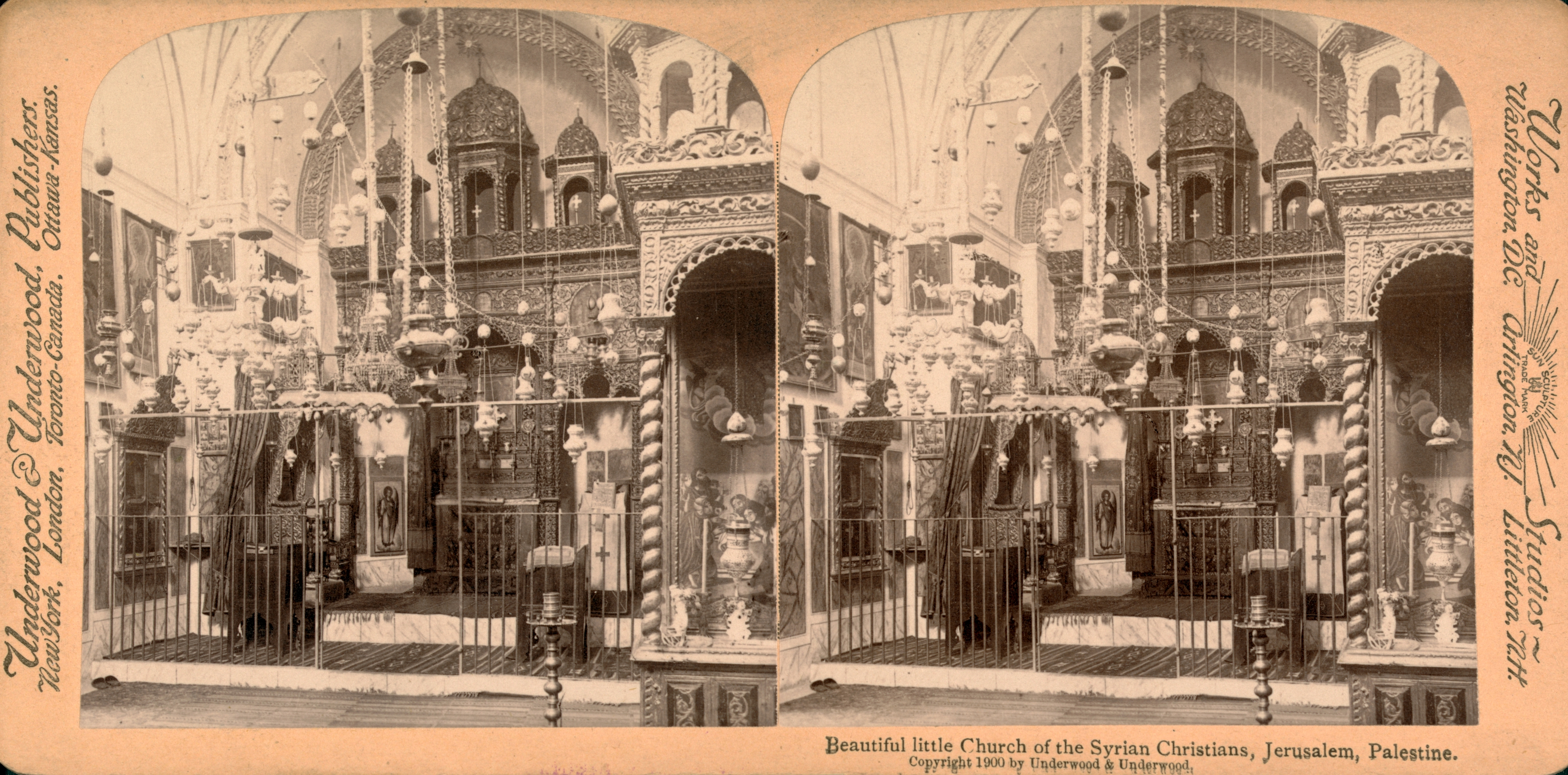
Chiesa di cristiani siriani a Gerusalemme, Palestina - Underwood & Underwood (1900)

### Libri
- (EN) Hugh Black, The practice of self-culture, New York, The Macmillan Company, 1904, LCCN 04030177.
- (EN) David Burder, Underwood, Bert and Elmer, in John Hannavy (a cura di), Encyclopedia of Nineteenth-Century Photography, New York, Taylor & Francis Group, 2008, ISBN 978-0-415-97235-2. URL consultato il 4 luglio 2019 (archiviato dall'url originale il 4 luglio 2019).
- (EN) William Culp Darrah, The World of Stereographs, Gettysburg, William C. Darrah, 1977, ISBN 978-0-913116-04-3.
- (EN) Robert DeLeskie, The Underwood Stereograph Travel System. A Historical and Cultural Analysis (PDF), Montreal, Concordia University, 2000, ISBN 0-612-59257-X (archiviato il 2 luglio 2019).
- (EN) George Earl Hamilton, Oliver Wendell Holmes, His Pioneer Stereoscope and the Later lndustry, New York, Newcomen Society, 1949, OCLC 928835.
- (EN) E. Hannaford, Manual of instruction from Underwood & Underwood [...] to be studied and followed by our agents (PDF), New York, Underwood & Underwood, 1900, LCCN 00005284 (archiviato il 2 luglio 2019).
- (EN) Albert E. Osborne, The Stereograph and the Stereoscope. What They Mean for Individual Development, What They Promise for the Spread of Civilization, New York, Underwood & Underwood, 1909, ISBN 978-0-331-96263-5.
- (EN) Sarah McDonald, London Stereoscopic Company, in John Hannavy (a cura di), Encyclopedia of Nineteenth-Century Photography, New York, Taylor & Francis Group, 2008, ISBN 978-0-415-97235-2. URL consultato il 4 luglio 2019 (archiviato dall'url originale il 4 luglio 2019).
- (EN) Britt Salvesen, Negretti and Zambra, in John Hannavy (a cura di), Encyclopedia of Nineteenth-Century Photography, New York, Taylor & Francis Group, 2008, ISBN 978-0-415-97235-2. URL consultato il 4 luglio 2019 (archiviato dall'url originale il 4 luglio 2019).
- (EN) Ellen Stray, Public Places, Private Journeys. Ethnography, Entertainment, and the Tourist Gaze, New Brunswick, Rutgers University Press, 2003, ISBN 0-8135-3186-1.
- (EN) Robert Taft, Photography and the American Scene. A Social History 1839–1889, New York, Dover Publications, 1938, ISBN 0-486-26202-2.

### Riviste
- (EN) William Brey, Ten Million Stereo Views a Year (PDF), in Stereo World, vol. 16, n. 2, National Stereoscopic Association, 1990, ISSN 0191-4030 (WC · ACNP) (archiviato il 2 luglio 2019).
- (EN) Jib Fowles, Stereography and the Standardization of Vision, in Journal of American Culture, vol. 17, n. 2, 1994,  pp. 89-93, DOI:10.1111/j.1542-734X.1994.00089.x.
- (EN) John Plunkett, Selling stereoscopy, 1890–1915: Penny arcades, automatic machines and American salesmen, in Early Popular Visual Culture, vol. 6, n. 3, 2008,  p. 244, DOI:10.1080/17460650802443027 (archiviato il 4 luglio 2019).
- (EN) Edward L. Wilson, Industrial photography. Stereoscopic views, in The Photographic Journal of America, vol. 31, n. 446, Edward L. Wilson, 1894 (archiviato il 2 luglio 2019).